# Wabasso koponeni
Wabasso koponeni là một loài nhện trong họ Linyphiidae.
Loài này thuộc chi Wabasso. Wabasso koponeni được Andrei V. Tanasevitch miêu tả năm 2006.